# 卡瓦爾納市鎮

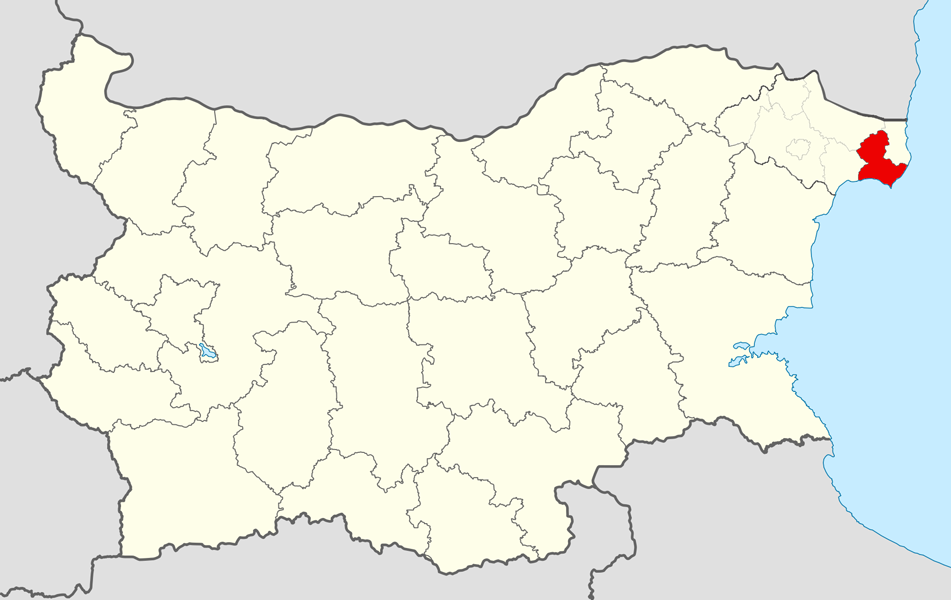

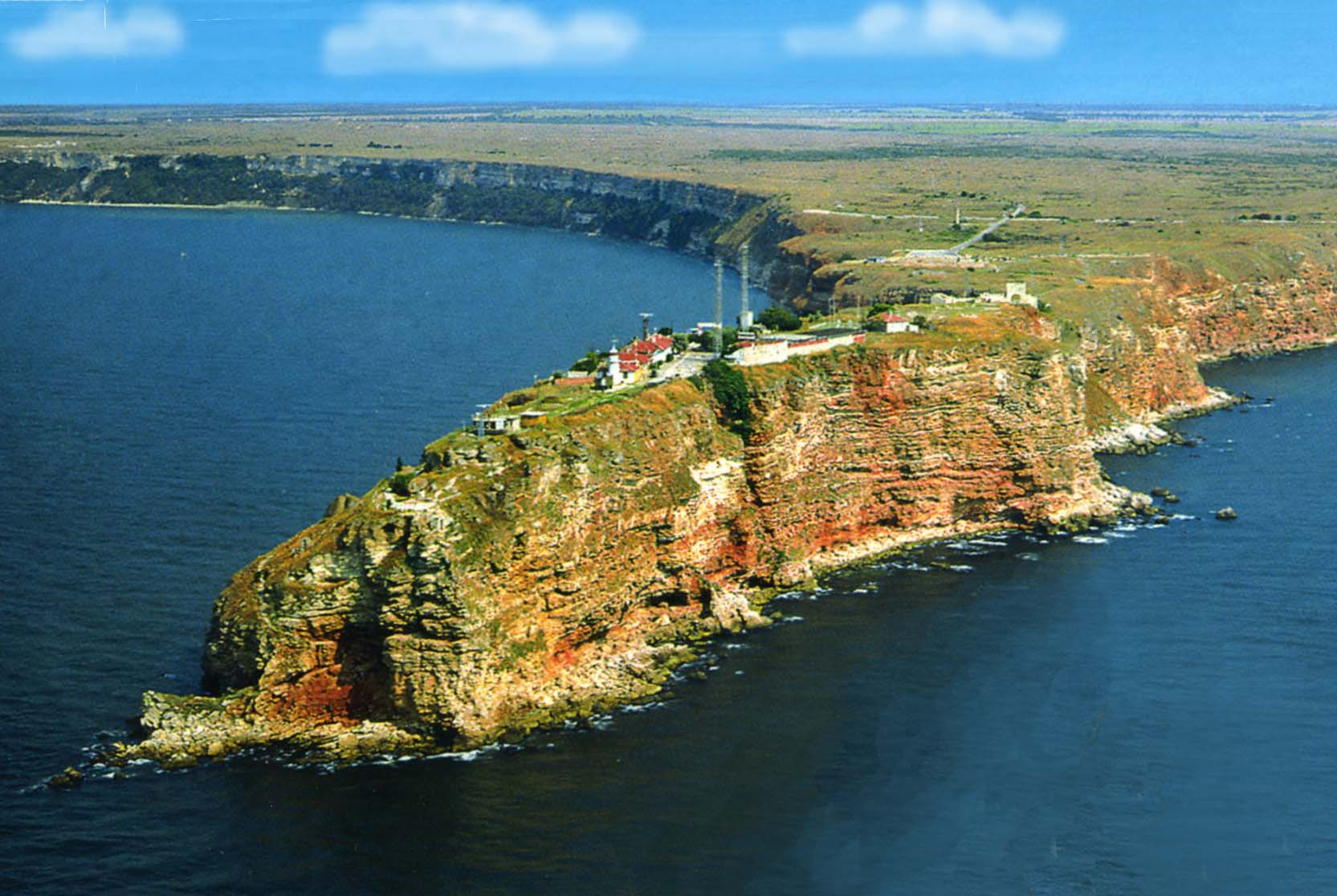

卡瓦爾納市，是保加利亞的城鎮，位於該國東北部，由多布里奇州負責管轄，首府設於卡瓦爾納，面積481.4平方公里，2009年人口15,861，人口密度每平方公里32.95人。
43°28′N 28°22′E / 43.467°N 28.367°E